# 납작뼈
납작뼈(flat bone, 편평골)는 주된 기능이 광범위한 보호 또는 근육 부착을 위한 넓은 표면 제공인 뼈이다. 이러한 뼈는 두개골, 장골, 좌골, 치골(골반), 흉골 및 늑골에서와 같이 넓고 편평한 판으로 확장된다. 납작뼈는 다음과 같다. 후두골, 두정골, 전두골, 비강골, 눈물골, 서골, 흉골, 갈비뼈 및 견갑골.

## 납작뼈에서 뼈형성
뼈형성

## 추가 이미지

Flat bones in human skeleton. (shown in red)
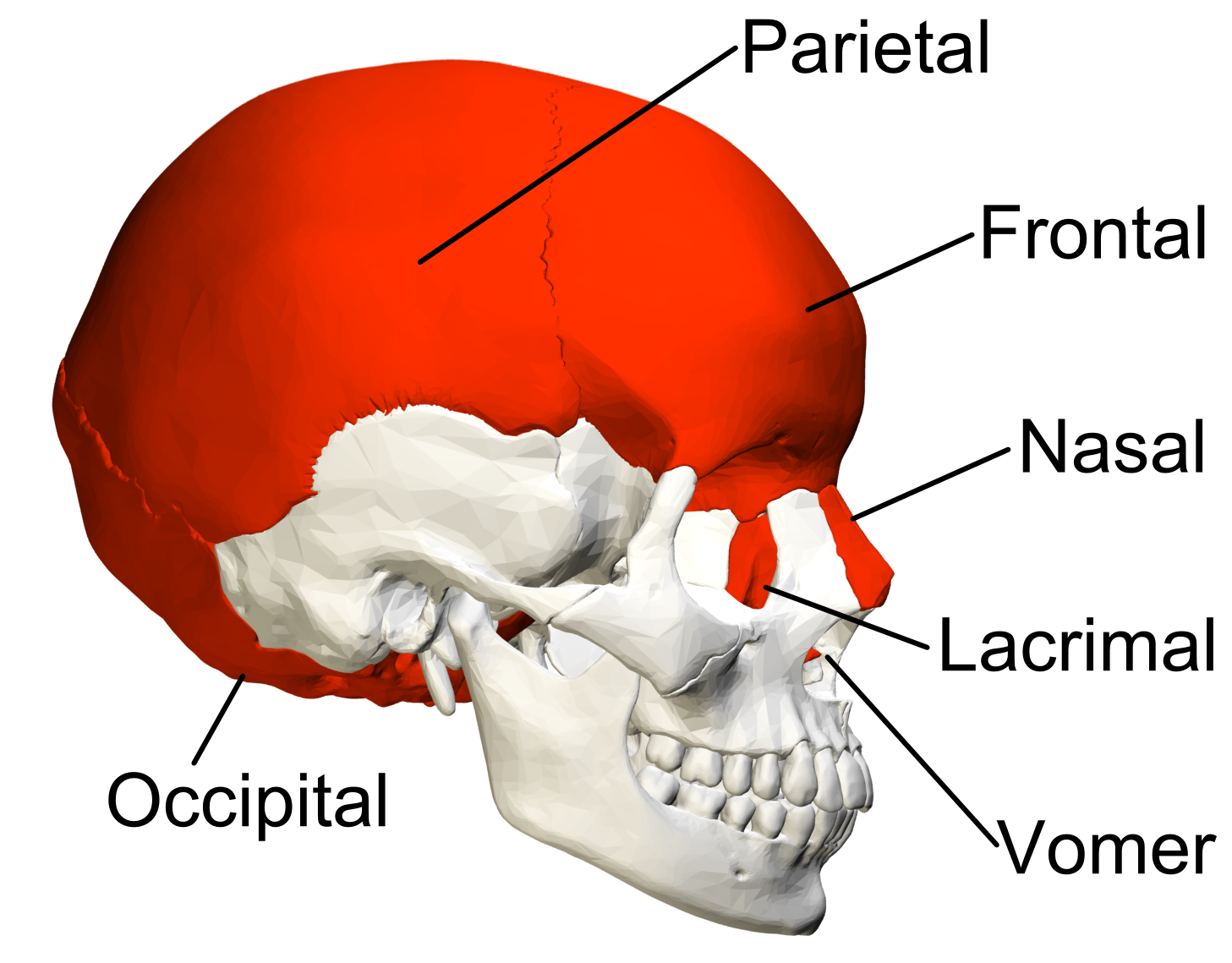
Flat bones in human skull. (shown in red)
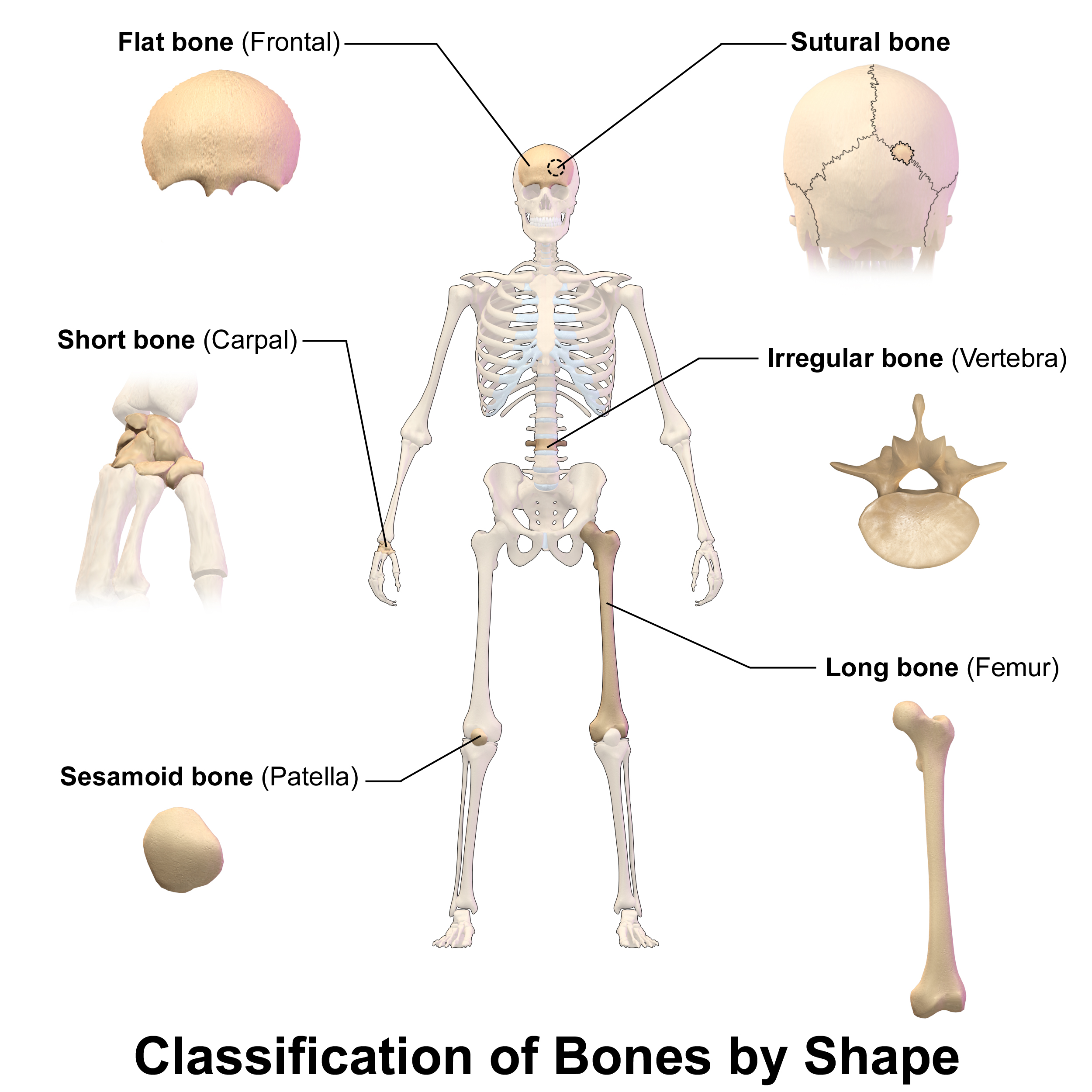
Classification of bones by shape.

## 같이 보기
- 볼기뼈
- 뼈형성

## 참고 문헌
이 문서는 현재 퍼블릭 도메인에 속하는 그레이 해부학 제20판(1918) page 79의 내용을 기초로 작성된 글이 포함되어 있습니다.